# 4Minute World
4Minute World é o quinto extended play do girl group sul-coreano 4Minute, lançado em 17 de março de 2014, tendo como primeiro single a faixa "Whatcha Doin' Today?".

## Antecedentes
Em 7 de março de 2014, a Cube Entertainment postou uma imagem teaser do quinto extended play do grupo com sua data de lançamento para 17 de março.

## Promoção e lançamento
Em 7 de março, Cube Entertainment lançou uma imagem teaser de grupo. A imagem do teaser mostra as meninas posando para um abraço coletivo em frente do que parece ser um carrossel em um parque temático. Em 8 de março, o primeiro single foi confirmado para ser "Whatcha Doin Today?". A página no Soundcloud da Cube Entertainment divulgou clipes de cada uma das integrantes perguntando a alguém se eles estão livres hoje e se eles estariam dispostos a sair para tomar uma xícara de café, sair, ir a um encontro, ou ir ver um filme. Em 10 de março, a Cube anunciou que iria lançar uma série diária de uma semana com imagens do grupo de co-participação em atividades diárias, com a primeira entrada do diário a ser lançado no dia. Estas imagens mostram as meninas comendo em um pub. A segunda entrada no diário mostrou as meninas se divertindo no rio Han. O terceiro tinha as meninas vestidas de vários pijamas impressos, enquanto o quarto mostrou elas se reunindo para uma cabine de etiqueta da foto. O quinto dia, elas passaram em um parque de diversões. O vídeo do single foi lançado em 16 de março, sob o título "오늘 뭐해 (Doin 'Today)" e o EP completo foi lançado em 17 de março.

## Controvérsias
Em 14 de março de 2014 a canção "Come In" foi considerada inadequada para transmissão. "Come In" é um dueto de Hyuna e Gayoon, e expressa sentimentos simples de uma mulher por um homem. A emissora SBS considera a música muito provocante e com teor sensual para ser transmitida, enquanto a MBC Music a aprovou. Um representante da Cube Entertainment disse à Star News no dia 14, "Levamos em consideração cada parte da nova faixa-título e faixas de acompanhamento, mas a SBS transmitiu aos Jurados consider "Come In" como inadequada para a transmissão. Achamos que é porque as letras eram maduras... Na perspectiva da agência, nós pensamos que é uma expressão metafórica, mas todo mundo pensa diferente... Recebemos a aprovação da MBC e atualmente estamos aguardando decisão KBS." "De acordo com o fluxo de K-pop nos dias de hoje, não acho que 'Come In' cruzou muito a linha, por isso, tomou isso em consideração ... Não vamos fazer os ajustes", revelando que eles não têm nenhuma intenção de alterar nenhuma música.

## Lista de faixas
| Lista de faixas de 4Minute World |                                                       |                                        |                                      |                                                       |         |  |
| N.º                              | Título                                                | Letras                                 | Música                               | Arranjo                                               | Duração |  |
| 1.                               | "Wait A Minute"                                       | Lim Sang Hyuk, Astro Z, Ludwig Lindell | Lim Sang Hyuk Astro Z, Daniel Caesar | Lim Sang Hyuk, Astro Z, Daniel Caesar, Ludwig Lindell | 03:10   |  |
| 2.                               | "Whatcha Doin' Today" (오늘 뭐해)                     | Brave Brothers                         | Brave Brothers, Elephant Kingdom     | Brave Brothers, Elephant Kingdom, Lee Jeong Min       | 03:26   |  |
| 3.                               | "I'll Teach You (알려 줄게)" (Jihyun, Jiyoon, Sohyun) | ESNA                                   | Seo Jae Woo, ESNA                    | Seo Jae Woo                                           | 03:08   |  |
| 4.                               | "Come In (들어와)" (HyunA, Gayoon)                    | Park Soo Seok, Park Eun-ooh, SLEEPY    | Park Soo Seok, Park Eun-ooh          | Park Soo Seok                                         | 03:34   |  |
| 5.                               | "Thank You :)" (고마워 :))                            | Kwon Sohyun, HyunA, Seo Jae Woo        | Seo Jae Woo, FERDY                   | Seo Jae Woo, FERDY                                    | 03:54   |  |

## Desempenho nas paradas
| Parada                   | Melhor posição |
| ------------------------ | -------------- |
| Gaon Weekly album chart  | 2              |
| Gaon Monthly album chart | 15             |

| Parada              | Quantidade |
| ------------------- | ---------- |
| Gaon vendas físicas | 11,231     |

| Canção                | Melhor posição na parada | Melhor posição na parada |
| Canção                | KOR                      | US                       |
| Canção                | Gaon Chart               | K-Pop Billboard          |
| --------------------- | ------------------------ | ------------------------ |
| "Whatcha Doin' Today" | 1                        | 4                        |
| "Come In"             | 90                       | —                        |
| "Thank You :)"        | 124                      | —                        |
| "I'll Teach You"      | 144                      | —                        |
| "Wait A Minute"       | 148                      | —                        |